# Mahabhara
Mahabhara (en népalais : महाभारा) est un comité de développement villageois du Népal situé dans le district de Jhapa. Au recensement de 2011, il comptait 6 866 habitants.